# Jérémie Makiese
Jérémie Makiese (Antwerpen, 2000. június 15. – ) belga énekes. A 2021-es The Voice Belgique győztese. Ő képviseli Belgiumot a 2022-es Eurovíziós Dalfesztiválon Torinóban a Miss You című dallal.

## Magánélete
Jérémie Antwerpenben született, szülei kongói származásúak. Összesen négy testvére van, ebből három fiú és egy lány. Hatéves korában családjával Brüsszel Berchem-Sainte-Agathe nevű régiójába költöztek, majd Dilbeekbe. Ezzel egyidejűleg megtanult hollandul és franciául is. Később visszaköltözött a belga fővárosba, és Uccle régióban telepedett le. Zene mellett a labdarúgásban tehetséges, gyermekként a BX Brussels szövetség kapusa volt. 2021 szeptemberében egyéves szerződést kötött a Excelsior Virton szövetséggel.

## Zenei karrierje
Jérémie szülei hatására kezdett el érdeklődni a zene iránt. Általános iskolásként kórusban szerepelt és zeneiskolába járt. 2021-ben jelentkezett a The Voice belga változatának kilencedik évadába, amit később sikerült megnyernie. 2021. szeptember 15-én a belga francia nyelvű közszolgálati televíziója (RTBF) bejelentette, hogy az énekes képviseli Belgiumot az Eurovíziós Dalfesztiválon. Érdekesség, hogy ő volt a dalverseny első hivatalosan megerősített előadója. Versenydalát 2022. március 10-én mutatták be.

## Diszkográfia

### Kislemezek
- Miss You (2022)